# Sorex minutus
La musaraña enana (Sorex minutus) es una especie de mamífero soricomorfo de la familia Soricidae ampliamente distribuida por Europa, estando presente desde Irlanda y la península ibérica hasta Rusia.

## Descripción
El pelaje es de color marrón oscuro en el dorso, que pasa gradualmente a marrón claro en la zona ventral. La longitud de cabeza y cuerpo es de unos seis centímetros, siendo la cola de unas tres cuartas partes de esa longitud. El peso no sobrepasa los seis gramos. La musaraña pigmea es uno de los mamíferos más pequeños de Europa.
Tiene las puntas de los dientes de color rojo. Es un animal muy primitivo, cuya ocupación principal consiste en atacar y devorar todo lo que se presenta cerca de sus dientes acerados. En razón de su pequeña talla y de su metabolismo extremadamente acelerado, la musaraña pigmea se ve obligada a comer incesantemente. Devora una cantidad igual a su propio peso e incluso superior. Ni siquiera perdona a sus congéneres y ataca a los pequeños roedores de los bosque y campos.
Lleva una vida solitaria y no soporta la presencia de otras musarañas a su lado. Se la ve raramente por el suelo, ya que habita en madrigueras y en las galerías de los ratones de campo y de los topos. Huye de la luz, y los rayos del sol le son fatales. Se comunica por medio de ultrasonidos y puede morir de miedo.

## Hábitat y distribución
Habita en zonas de vegetación eurosiberiana, principalmente robledales, hayedos, y los matorrales de sustitución de estos, aunque también se localiza en carrascales, roquedos y matorrales de alta montaña. Está ausente en zonas con precipitaciones por debajo de los 700 mm. Altitudinalmente se encuentra entre los 400 y los 2.000 metros. 

## Situación
No parece encontrarse amenazada, pero conviene tener en cuenta lo reducido de su área de distribución y el aislamiento geográfico de algunas poblaciones.

## Depredadores
Los depredadores de las musarañas suelen ser el zorro rojo , el tejón europeo , la comadreja , el gato montes europeo , el águila real , el búho, la víbora común europea y la mantis religiosa